# Дунзум
Дунзум (нем. Dunsum) — община в Германии, в земле Шлезвиг-Гольштейн.
Входит в состав района Северная Фрисландия. Подчиняется управлению Фёр-Амрум. Население составляет 64 человека (на 31 декабря 2010 года). Занимает площадь 2,72 км².
Официальным языком в населённом пункте, помимо немецкого, является севернофризский.